# Antonia Cosma dos Santos
Antonia Cosma dos Santos, ( Olinda, 1608 - ?), foi uma fidalga e poetisa brasileira do inicio do século XVII, considerada a primeira poetisa brasileira da história, e uma das primeiras a florescer no periodo colonial, por ter composto poemas ainda no século XVII.
Dona Antonia Cosma dos Santos, era natural de Olinda, que naquela época ainda era a capital de  Pernambuco, e uma das povoações mais ricas e prosperas do Brasil colonial.

## Biografia
Sobre suas origens, não se sabe muito alem do seu local de nascimento, mas devido a elevada educação  que Dona Antonia possuia e ao seu casamento com um homem de posição social elevada, acredita-se que ela tenha sido descendente de uma das familias de colonos portugueses que vieram colonizar Pernambuco liderados por Duarte Coelho em 1535.
Nascida em  Olinda, por volta de 1605, ainda em sua juventude Dona Antonia Cosma dos Santos, demonstrou grande interesse pela arte da poesia, a qual se dedicou e compos poemas de carater religioso e moral, dos quais apenas alguns poucos fragmentos chegaram aos dias atuais.
Ela se apaixonou e se casou, com o capitão Francisco Lopes de Orosco, que assim como ela, tambem tinha grande apreço pela poesia e literatura, sendo ele o autor de algumas orações dedicadas a Cristo e a virgem Maria, Francisco alem de ser capitão tambem era senhor de engenho, proprietario dos engenhos  de Araripe de Cima e Araripe de Baixo, na região de Igarassu, um destes engenhos foi comprado na epoca em que os holandeses já dominavam a região, o casamento entre Dona Antonia e o Capitâo Francisco, aconteceu provavelmente entre 1624 e 1630, pois ambos ja estavam casados em 1635.
O marido de Dona Antonia, assim como muitos senhores de engenho, pode ter visto a principio com bons olhos a chegada dos holandeses, tendo comprado um engenho nessa época, mas pouco tempo depois , tornou-se um dos lIderes que lutaram contra os invasores holandeses.

## Homenagens
Ela foi lembrada e homenageada, juntamente com outras mulhreres e homens pernambucanos, conhecidos por se destacarem em diversas areas do conhecimento, por Dom Domingos Loretto Couto, em sua obra, Desagravos do Brasil e Glórias de Pernambuco. Que se refere a ela como uma mulher aplicada aos estudos de historia e a poesia. 